# یکسوساز فلزی

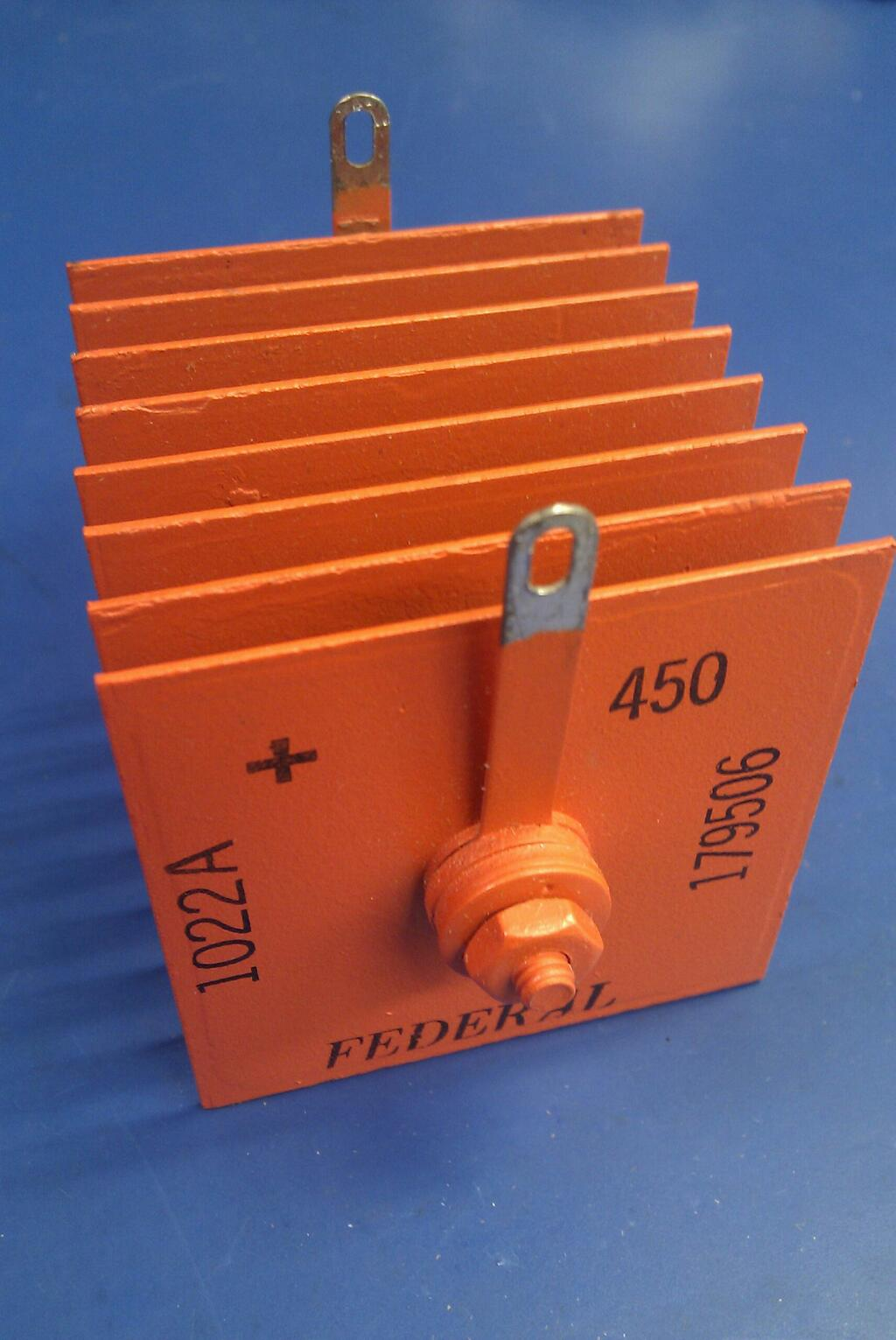
یکسوساز سلنیوم. ۸-صفحه‌ای ۱۶۰ ولت ۴۵۰ میلی‌آمپر مارک فدرال

یکسوساز فلزی نوع اولیه یکسوساز نیم‌رسانا است که در آن نیم‌رسانای اکسید مس، ژِرمانیُم یا سلنیُم است. آنها در کاربردهای قدرت برای تبدیل جریان متناوب به جریان مستقیم در دستگاه‌هایی مانند رادیو و شارژر باتری استفاده می‌شدند. وستینگهاوس الکتریک از اواخر دهه ۱۹۲۰، با نام تجاری وستکتور (که اکنون به عنوان یک نام تجاری برای دستگاه گردش اضافه‌جریان توسط وستینگهاوس نوکلیر استفاده می‌شود) تولیدکننده اصلی این یکسوسازها بود.
در برخی از کشورها اصطلاح «یکسوساز فلز» برای همه این افزاره‌ها به کار می‌رود. در برخی دیگر اصطلاح «یکسوساز فلز» معمولاً به انواع اکسید مس و «یکسوساز سلنیوم» به انواع سلنیوم-آهن اشاره دارد.

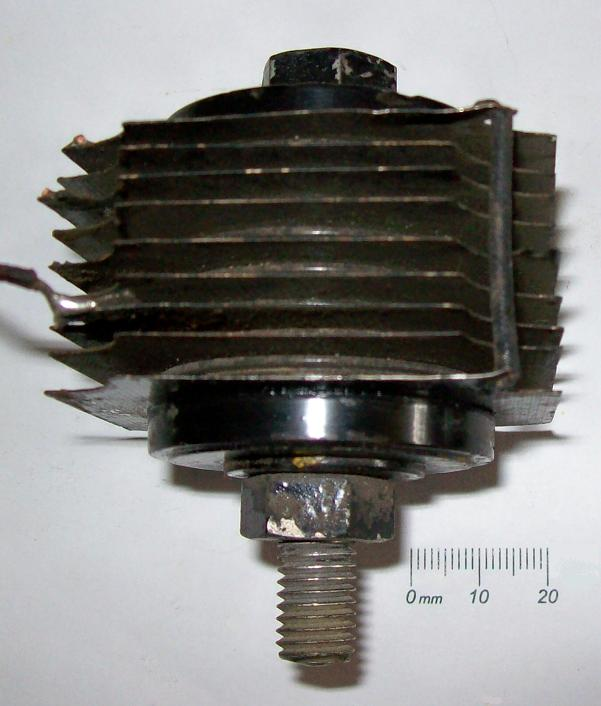
یکسوساز اکسید مس

## حالت کاری
اصل کار یک یکسوساز فلزی مربوط به یکسوسازهای نیم‌رسانای نوین (دیودهای شاتکی و دیودهای p-n) است، اما تا حدودی پیچیده‌تر است. سلنیوم و اکسید مس هر دو نیم‌رسانا هستند که در عمل توسط ناخالصی‌ها در حین ساخت آلاییده (به انگلیسی: doped) می‌شوند. هنگامی که آنها بر روی فلزات رسوب می‌کنند، انتظار می‌رود که نتیجه یک پیوند فلز-نیم‌رسانا ساده باشد و یکسوسازی نتیجه یک سد شاتکی باشد. با این حال، همیشه این‌طور نیست: دانشمند اس پاگانسکی در دهه ۱۹۴۰ کشف کرد که بهترین یکسوسازهای سلنیوم در واقع پیوند نیم‌رسانا-نیم‌رسانا بین سلنیوم و یک لایه نازک سلنید کادمیوم هستند که از اندودسازی فلز کادمیوم-قلع در طول پردازش ایجاد می‌شود. . در هر صورت نتیجه این است که یک ناحیه تخلیه در نیم‌رسانا با یک میدان الکتریکی داخلی وجود دارد و این عمل یکسوسازی را فراهم می‌کند.